# Denar Sieciecha

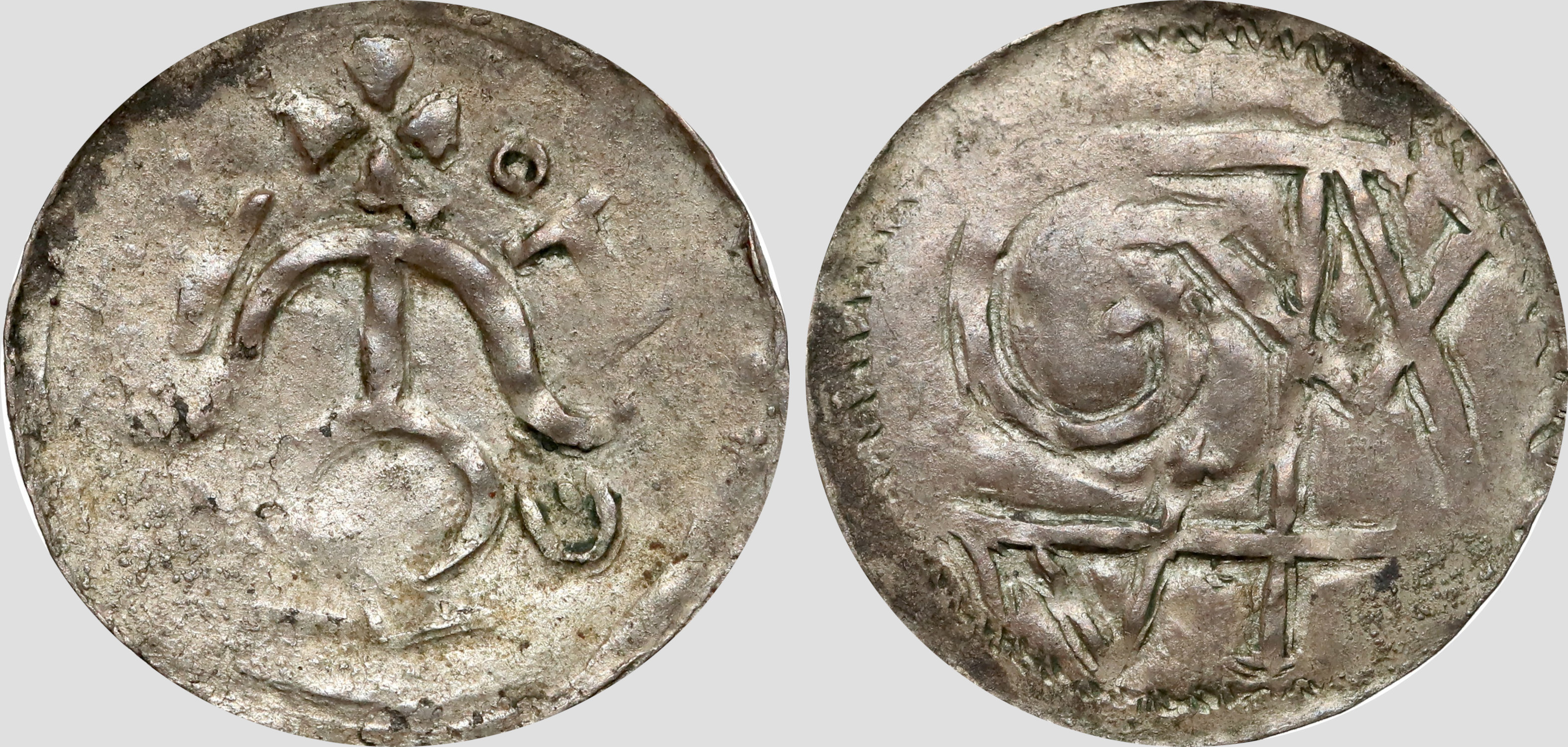
Denar Sieciecha z monogramem

Denar Sieciecha – pierwsza polska moneta prywatna, a zarazem jedyna nieksiążęca między X a XII w, bita w co najmniej dwóch mennicach przez palatyna Sieciecha za rządów Władysława I Hermana, wypuszczona w drugiej połowie przedostatniego dziesięciolecia XI w.
Palatyn Sieciech, nie wiadomo czy na podstawie jakiegoś przywileju, czy samowolnie (według oskarżeń kronikarza zwanego Gallem), wyemitował przynajmniej dwa typy denarów:
- z krzyżem (starszy typ, ok. 1085 r.), będący jednym z wielu naśladownictw denarów krzyżowych,
- z monogramem (młodszy typ, ok. 1090 r.).

Awers obu typów denarów jest identyczny i przedstawia dwie pałąkowate linie połączone pośrodku prostą – znak rodowy Sieciecha, w legendzie zaś umieszczono imię: „ZETEH”, potem także „ZETKEN”.
O istnieniu denarów Sieciecha wiadomo od 1880 r. Wtedy właśnie Józef Przyborowski odkrył pierwszy egzemplarz u złotnika we Wrocławiu. Do 1959 r. pierwszy typ (krzyżowy) był traktowany jako wielka rzadkość – znano zaledwie 8 sztuk tej monety. Po znalezieniu skarbu ze Słuszkowa (1935) pojawiło się kolejnych 117 egzemplarzy. To samo znalezisko pozwoliło na sformułowanie tezy, że miejscem produkcji monet był któryś z grodów Sieciecha (Sieciechów w powiecie kutnowskim). Typ młodszy – z monogramem, znany jest z ok. 30 egzemplarzy, w tym dwa odkryte w katedrze w Fuldzie a 26 ze skarbu w jaskini Okopy koło Ojcowa odkrytego w 1891 r. Także i w tym przypadku lokalizacja tego znaleziska może sugerować umiejscowienie warsztatu menniczego – tym razem gdzieś w okolicy Krakowa (Morawica, pow. krakowski).
Cel prywatnej emisji Sieciecha nie do końca jest jasny. Monety różnią się od książęcych:
- techniką wykonania
- odmiennymi wyobrażeniami
- stopą menniczą.

Była to najprawdopodobniej działalność zyskowna, choć na skalę nieporównywalnie mniejszą od książęcej – Władysława I Hermana. Zdaniem prof. Stanisława Suchodolskiego emisja wynosiła ok. 115 tys. sztuk, wybitych z ok. 100 kg srebra.